# 久遠麻耶
久遠 麻耶（くおん まや、本名：平澤 麻耶（ひらさわ まや）、8月27日 - ）は、元宝塚歌劇団・宙組男役。
熊本県下益城郡、九州女学院中学出身。身長170cm。愛称はマヤ。

## 略歴
- 1992年、宝塚音楽学校へ入学。
- 1994年、80期生として宝塚歌劇団に入団。入団時の成績は10番。花組『ブラック・ジャック 危険な賭け／火の鳥』で初舞台。その後、星組へ配属される。
- 1998年、宙組創設メンバーの一人として、組替え。
- 1999年、『激情』の新人公演で初主演を果たす。以降、2作連続で新人公演主演を務める。
- 2000年、ベルリン公演に参加。
- 若手男役として有望であったが、2002年11月10日、『鳳凰伝／ザ・ショー・ストッパー』の東京公演千秋楽を最後に宝塚歌劇団を退団。
- 退団後は、東京ディズニーシーやヨガインストラクターとして活動。2004年に結婚し、郷里熊本に戻った[1]。

## 宝塚歌劇団時代の主な舞台

### 星組時代
- 1995年3月、『国境のない地図』
- 1996年11月、『エリザベート -愛と死の輪舞-』黒天使
- 1997年5月、『誠の群像 -新撰組流亡記-』新人公演：黒田了介（本役：湖月わたる）／『魅惑Ⅱ -ネオ・エゴイスト-』

### 宙組時代
- 1998年1月、『夢幻宝寿頌』／『This is TAKARAZUKA!』（香港）
- 1998年3月、『エクスカリバー』チャールズ、新人公演：クリストファー（本役：和央ようか）／『シトラスの風』
- 1998年10月、『エリザベート -愛と死の輪舞-』ジュラ、新人公演：ルキーニ（本役：湖月わたる）
- 1999年5月、『Crossroad -すれ違うばかりじゃやりきれない-』（ドラマシティ・東京特別）ジェラール
- 1999年6月、『激情 -ホセとカルメン-』新人公演：ドン・ホセ（本役：姿月あさと）／『ザ・レビュー　99』　＊新人公演初主演
- 2000年1月、『砂漠の黒薔薇』新人公演：アリシャール王子、黒薔薇（本役：姿月あさと）／『GLORIOUS!!』　＊新人公演主演
- 2000年6月、『宝塚 雪・月・花／サンライズ・タカラヅカ』（ベルリン公演）
- 2000年8月、『望郷は海を越えて』船越伊三、新人公演：九鬼海人（本役：和央ようか）／『ミレニアム・チャレンジャー!』　＊新人公演主演
- 2001年2月、『望郷は海を越えて』船越伊三／『ミレニアム・チャレンジャー!』（中日）
- 2001年4月、『ベルサイユのばら2001 -フェルゼンとマリー・アントワネット編-』小公子
- 2001年9月、『フィガロ!』（バウ・東京特別）エンリーコ
- 2001年11月、『カステル・ミラージュ -消えない蜃気楼-』リック／『ダンシング・スピリット!』
- 2002年1月、『宙組エンカレッジコンサート』（バウ）
- 2002年4月、『カステル・ミラージュ』リチャード・テイラー／『ダンシング・スピリット!』（全国ツアー）
- 2002年7月、『鳳凰伝 -カラフとトゥーランドット-』タン／『ザ・ショー・ストッパー』　＊退団公演